# 2008-as Honda 200
A 2008-as Honda 200  a tizenkettedik verseny volt a 2008-as IndyCar Series szezonban. A versenyt 2008. július 20-án rendezték meg és a futamot Ryan Briscoe nyerte ]Hélio Castroneves és Scott Dixon előtt.

## Rajtfelállás
| Rajtsor | Belső ív | Belső ív          | Külső ív | Külső ív         |
| ------- | -------- | ----------------- | -------- | ---------------- |
| 1       | 3        | Hélio Castroneves | 6        | Ryan Briscoe     |
| 2       | 26       | Marco Andretti    | 02       | Justin Wilson    |
| 3       | 11       | Tony Kanaan       | 9        | Scott Dixon      |
| 4       | 15       | Buddy Rice        | 5        | Oriol Servià     |
| 5       | 18       | Bruno Junqueira   | 27       | Hideki Mutoh     |
| 6       | 4        | Vitor Meira       | 8        | Will Power       |
| 7       | 10       | Dan Wheldon       | 06       | Graham Rahal     |
| 8       | 17       | Ryan Hunter-Reay  | 96       | Mario Domínguez  |
| 9       | 33       | E.J. Viso         | 36       | Enrique Bernoldi |
| 10      | 19       | Mario Moraes      | 7        | Danica Patrick   |
| 11      | 14       | Darren Manning    | 20       | Ed Carpenter     |
| 12      | 2        | A. J. Foyt IV     | 25       | Marty Roth       |
| 13      | 34       | Jaime Camara      | 23       | Milka Duno       |

## Futam
| Pozíció | #  | Versenyző            | Csapat                     | Futott kör | Idő/Kiesés oka | Rajthely | Élen | Pont |
| ------- | -- | -------------------- | -------------------------- | ---------- | -------------- | -------- | ---- | ---- |
| 1.      | 6  | Ryan Briscoe         | Team Penske                | 85         | 2:01:22.8496   | 2        | 43   | 50+3 |
| 2.      | 3  | Hélio Castroneves    | Team Penske                | 85         | +7.2640        | 1        | 5    | 40   |
| 3.      | 9  | Scott Dixon          | Target Chip Ganassi Racing | 85         | +7.6967        | 6        | 0    | 35   |
| 4.      | 8  | Will Power           | KV Racing Technology       | 85         | +12.7569       | 12       | 3    | 32   |
| 5.      | 5  | Oriol Servià         | KV Racing Technology       | 85         | +13.4713       | 8        | 0    | 30   |
| 6.      | 4  | Vitor Meira          | Panther Racing             | 85         | +14.9934       | 11       | 21   | 28   |
| 7.      | 11 | Tony Kanaan          | Andretti Green Racing      | 85         | +15.2597       | 5        | 0    | 26   |
| 8.      | 14 | Darren Manning       | A.J. Foyt Racing           | 85         | +17.5053       | 21       | 1    | 24   |
| 9.      | 27 | Hideki Mutoh (R)     | Andretti Green Racing      | 85         | +18.0084       | 10       | 0    | 22   |
| 10.     | 17 | Ryan Hunter-Reay     | Rahal Letterman Racing     | 85         | +19.2100       | 15       | 0    | 20   |
| 11.     | 02 | Justin Wilson        | Newman/Haas/Lanigan Racing | 85         | +28.8880       | 4        | 11   | 19   |
| 12.     | 7  | Danica Patrick       | Andretti Green Racing      | 85         | +34.6822       | 20       | 0    | 18   |
| 13.     | 18 | Bruno Junqueira      | Dale Coyne Racing          | 85         | +39.7940       | 9        | 0    | 17   |
| 14.     | 34 | Jaime Camara (R)     | Conquest Racing            | 85         | +51.5572       | 25       | 0    | 16   |
| 15.     | 20 | Ed Carpenter         | Vision Racing              | 85         | +1:09.9192     | 22       | 0    | 15   |
| 16.     | 06 | Graham Rahal         | Newman/Haas/Lanigan Racing | 84         | +1 Kör         | 14       | 0    | 14   |
| 17.     | 10 | Dan Wheldon          | Target Chip Ganassi Racing | 84         | +1 Kör         | 13       | 0    | 13   |
| 18.     | 2  | A.J. Foyt IV         | Vision Racing              | 84         | +1 Kör         | 23       | 0    | 12   |
| 19.     | 96 | Mario Dominguez      | Pacific Coast Motorsports  | 83         | +2 Kör         | 16       | 0    | 12   |
| 20.     | 15 | Buddy Rice           | Dreyer & Reinbold Racing   | 82         | +3 Kör         | 7        | 0    | 12   |
| 21.     | 25 | Marty Roth           | Roth Racing                | 80         | +5 Kör         | 24       | 0    | 12   |
| 22.     | 33 | E.J. Viso (R)        | HVM Racing                 | 80         | +5 Kör         | 17       | 0    | 12   |
| 23.     | 23 | Milka Duno           | Dreyer & Reinbold Racing   | 79         | +6 Kör         | 26       | 0    | 12   |
| 24.     | 19 | Mario Moraes (R)     | Dale Coyne Racing          | 61         | Kicsúszás      | 19       | 1    | 12   |
| 25.     | 26 | Marco Andretti       | Andretti Green Racing      | 41         | Vezetői hiba   | 3        | 0    | 10   |
| 26.     | 36 | Enrique Bernoldi (R) | Conquest Racing            | 8          | Vezetői hiba   | 18       | 0    | 10   |